# Johann Thaler
Johann Thaler (* 1. Januar 1847 in Wiesentheid; † 2. Januar 1920 in Würzburg) war ein deutscher Jurist sowie Rechtsanwalt und Mitglied des Deutschen Reichstags.

## Leben
Thaler besuchte das Gymnasium der Benediktiner zu Metten vom Jahre 1859 bis 1867, studierte 1867/68 auf dem Lyceum zu Bamberg Philosophie, Geschichte und Naturwissenschaft und von 1868 bis 1872 auf den Universitäten Würzburg und München Rechts- und Staatswissenschaft.
1870/71 machte er als Offizier im 9. Bayerischen Infanterie-Regiment den Krieg gegen Frankreich mit. 1874 wurde er zum Dr. jur. promoviert und war nach beendigtem Staatsexamen im Justiz- und Verwaltungsdienst sowie in der Advokatur tätig. Seit 1879 war er Rechtsanwalt beim Königlichen Landgericht Würzburg. Von 1884 ab (ausnahmlich 1893–96) war er Mitglied und seit 1886 zweiter Vorstand des Gemeinde-Bevollmächtigten-Kollegiums in Würzburg, seit 1893 Ersatzmann und seit 1903 Mitglied des Landrats von Unterfranken. Seine vorgesehene Kandidatur für das Amt des Ersten Bürgermeisters der Stadt Würzburg zog er 1884 zugunsten von Johann Georg von Steidle zurück. Außerberuflich war er tätig in Vereinen und Wohlfahrtsunternehmungen, in der Förderung der Erziehung und Pflege Schwachsinniger, Ehrenmitglied des K. Kasinos Bamberg, des K. Arbeitervereins Würzburg und des St. Josefs-Arbeitervereines Regensburg. Weiter war er Vorsitzender des Lokalkomitees für die 40. und 54. Generalversammlung der Katholiken Deutschlands 1893 und 1907 sowie seit 1898 Vorstand des fränkischen Centrumsvereins.
Von 1903 bis 1912 war er Mitglied des Deutschen Reichstags für den Wahlkreis Unterfranken 6 (Würzburg) und die Deutsche Zentrumspartei.